# Yoann Bonato
Pour les articles homonymes, voir Bonato.
Ne doit pas être confondu avec Yann Bonato.
Yoann Bonato, né le 13 mai 1983 à Saint-Martin-d'Hères (Isère), est un pilote de rallye français. Il est titré cinq fois champion de France des rallyes entre 2017 et 2023, record de la compétition.

## Biographie

### Premières années
Il grandit aux Deux Alpes et réalise son cursus scolaire en section sport-études ski à Villard-de-Lans. Passionné de mécanique, il se dirige vers le sport automobile à 18 ans. 
Il a également été moniteur de ski et entraîneur d'un club de ski aux Deux Alpes.

### Carrière en rallye
En 2009, Yoann Bonato met un terme pour la première fois à sa carrière en compétition automobile avant de revenir au championnat de France en 2013 en formules de promotion.
À partir de 2016, il évolue également dans le championnat du monde des rallyes - 2 sur une Citroën DS3 R5. 
Il est sacré champion de France des rallyes en 2017 avec quatre victoires consécutives au cours de la saison. Lors de la dernière épreuve du championnat, le Rallye du Var, il est ouvreur du rallye avec la nouvelle Citroën C3 R5 qu'il contribue à développer pour le constructeur. 
Lors de la saison 2018, il est couronné d'un second titre de champion de France des rallyes asphalte en remportant cinq des neuf manches du championnat.
Pour la saison 2019, le pilote des Deux Alpes décroche une victoire au Rallye Monte-Carlo en WRC-2. Il termine la saison vice-champion de France des rallyes avec six podiums dont trois victoires.
Son troisième titre de champion de France des rallyes est acquis en 2020 au terme d'une saison, composée de seulement trois rallyes asphalte, écourtée par la pandémie de COVID 19 et les intempéries de septembre dans le Sud de la France.
En 2021, il décroche son quatrième titre de champion de France asphalte devant Quentin Giordano lors du Rallye du Var, dernière épreuve du championnat. 
En 2023, il améliore avec sept victoires son propre record au Rallye du Mont-Blanc. Il remporte son cinquième titre de champion de France des Rallyes après sa victoire au Critérium des Cévennes et devient le pilote le plus titré du championnat.
Début 2024, il officialise sa séparation avec l'équipe CHL Sport Auto après neuf années de collaboration. Il rejoint alors Trajectus Motorsport, écurie nouvellement créée par Benoît Tréluyer. Touché aux vertèbres après une sortie de route lors du rallye Vosges - Grand-Est, il doit subir une opération.

## Vie personnelle
Yoann Bonato est parrain de l'association Téloméro Asso, luttant contre la Téloméropathie.

## Palmarès

### Titres
| Saison                       | Titre                          | Voiture                      |
| Copilote : Benjamin Boulloud | Copilote : Benjamin Boulloud   | Copilote : Benjamin Boulloud |
| ---------------------------- | ------------------------------ | ---------------------------- |
| 2017                         | Champion de France des rallyes | Citroën DS3 R5               |
| 2018                         | Champion de France des rallyes | Citroën C3 R5 (en)           |
| 2020                         | Champion de France des rallyes | Citroën C3 R5                |
| 2021                         | Champion de France des rallyes | Citroën C3 Rally2 (en)       |
| 2023                         | Champion de France des rallyes | Citroën C3 Rally2            |

### Victoires

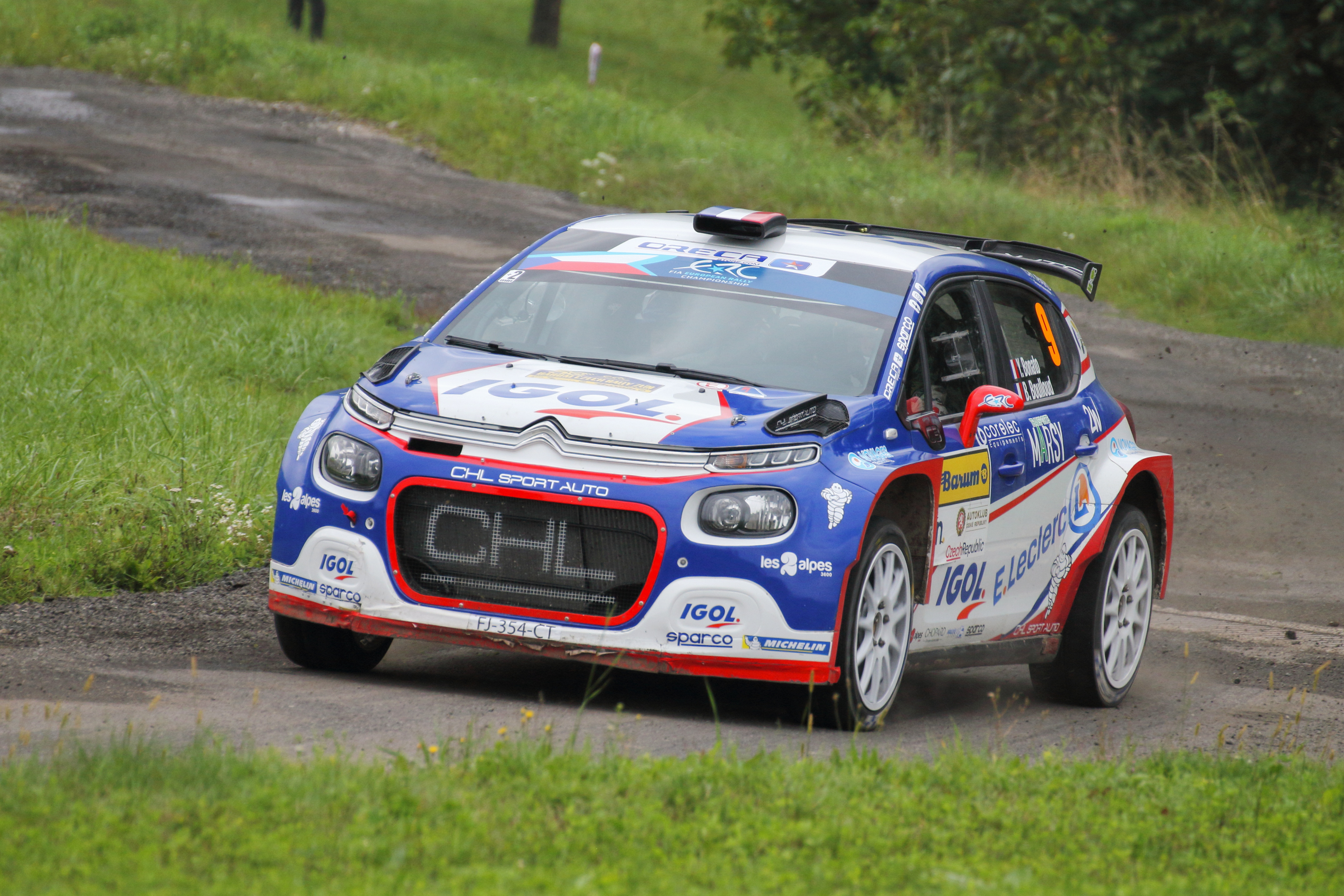
Yoann Bonato au Rallye de Tchéquie 2021.

#### Victoire enWRC-2
- Rallye Monte-Carlo 2019

#### Victoires enchampionnat d'Europe des rallyes
- Rallye de Catalogne (ERC) en 2022[14]

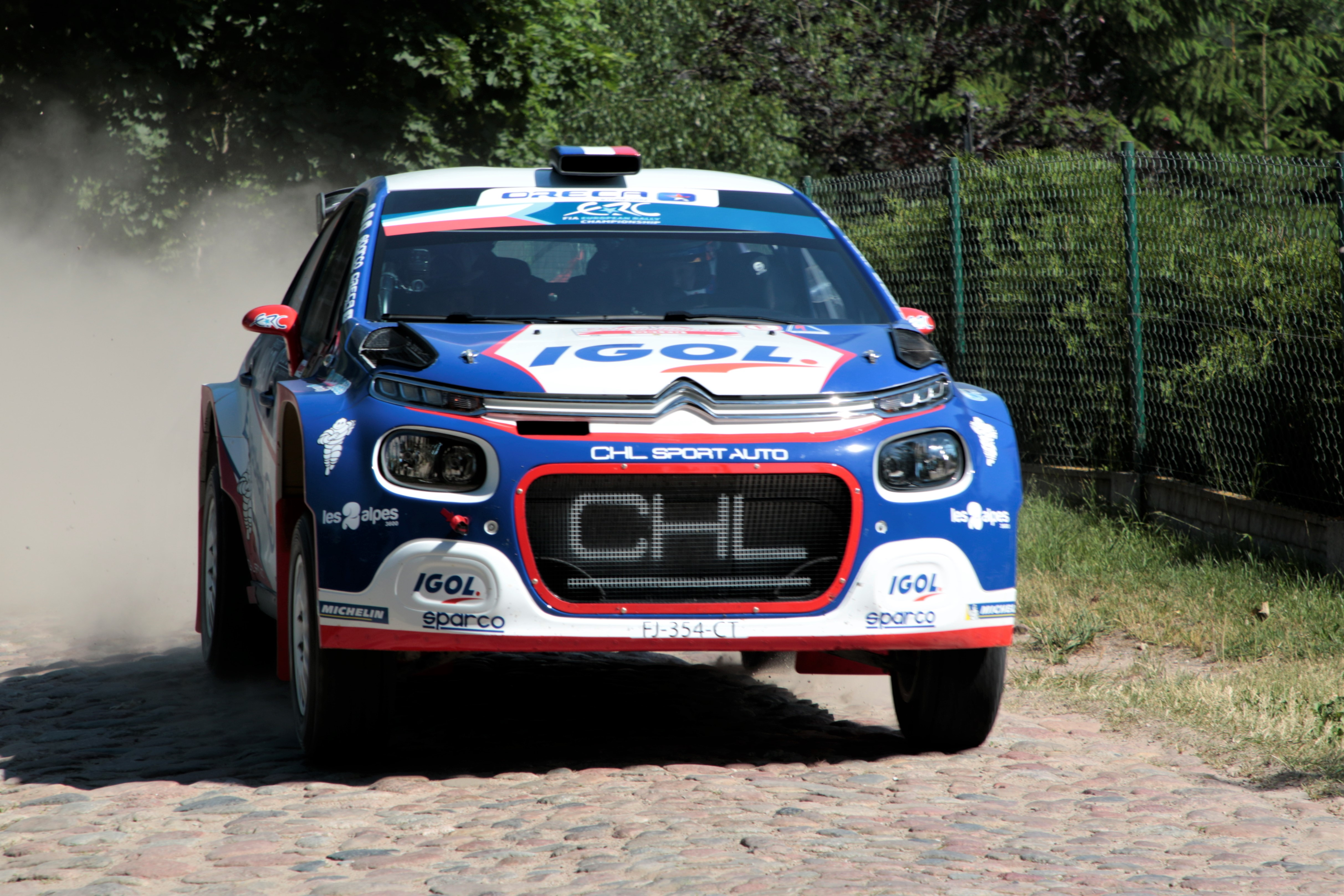
Yoann Bonato au Rallye de Pologne 2021.

- Rallye des îles Canaries: 2 victoires en 2023[15] et 2024[16]

#### Victoires enchampionnat de France des rallyes: 38
- Critérium des Cévennes : 6 victoires en 2015, 2018, 2019, 2021, 2022 et 2023
- Rallye du Mont-Blanc : 7 victoires en 2016, 2017, 2018, 2020, 2021, 2022 et 2023
- Rallye du Var : 4 victoires en 2016, 2018, 2019 et 2023
- Rallye du Limousin en 2017
- Rallye du Rouergue : 2 victoires en 2017 et 2022
- Rallye Coeur de France : 6 victoires en 2017, 2018, 2019, 2020, 2021 et 2022
- Rallye Rhône-Charbonnières : 5 victoires en 2018, 2019, 2023, 2024 et 2025
- Rallye du Touquet : 2 victoires en 2020 et 2021
- Rallye Vosges - Grand Est : 2 victoires en 2021 et 2023
- Rallye d'Antibes : 3 victoires en 2022, 2023 et 2025